# أندرياس مولر
أندرياس مولر (بالألمانية: Andreas Möller) من مواليد 2 سبتمبر 1967 في فرانكفورت في ألمانيا، لاعب كرة قدم ألماني سابق.
بدأ مسيرته الكروية مع نادي إنتراخت فرانكفورت في عام 1985، ولعب معهم حتى عام 1987، وشارك معهم في 35 مباراة وسجل 5 أهداف، وفي عام 1988 انتقل إلى نادي بروسيا دورتموند، ولعب معهم حتى عام 1990، وشارك معهم في 75 مباراة وسجل 24 هدف، وفي عام 1990 انتقل إلى نادي إنتراخت فرانكفورت، ولعب معهم حتى عام 1992، وشارك معهم في 69 مباراة وسجل 28 هدف، وفي عام 1992 انتقل إلى نادي يوفنتوس الإيطالي، ولعب معهم حتى عام 1994، وشارك معهم في 56 مباراة وسجل 19 هدف، وفي عام 1994 انتقل إلى نادي بروسيا دورتموند، ولعب معهم حتى عام 2000، وشارك معهم في 153 مباراة وسجل 47 هدف، وفي عام 2000 انتقل إلى نادي شالكه، ولعب معهم حتى عام 2003، وشارك معهم في 86 مباراة وسجل 6 أهداف، وفي موسم 2003/2004 انتقل إلى نادي إنتراخت فرانكفورت، ولعب معهم 11 مباراة.
و قد لعب مع منتخب ألمانيا لكرة القدم بين عامي 1988 و1999، وشارك معهم في 85 مباراة وسجل 29 هدف.

## مسيرته الكروية
لعب أندرياس مولر خلال مسيرته الاحترافية مع 4 أندية في عشرون موسمًا وسجل خلالها 129 هدف ضمن 485 مباراة. حيث فاز في أربعة مواسم بالكأس وفي موسمين بالدوري.
خاض أندرياس مولر مسيرته مع نادي آينتراخت فرانكفورت في موسم 1985–86 في المرة الأولى ولمدة موسمين ثم في موسم 1990–91 واستمر معه طيلة ثلاثة مواسم ثم في موسم 2003–04 لمدة موسم واحد، مشاركًا طوالها في 115 مباراة سجل خلالها 33 هدفًا. ثم انتقل إلى نادي بوروسيا دورتموند للفورميلا في موسم 1987–88 في المرة الأولى واستمر معه طيلة ثلاثة مواسم ثم في موسم 1994–95 ليلعب معه ستة مواسم، حيث شارك طوالها في 228 مباراة سجل خلالها 71 هدفًا. لينتقل بعدها إلى نادي يوفنتوس في موسم 1992–93 ولمدة موسمين، مشاركًا في 56 مباراة سجل خلالها 19 هدفًا. ثم انتقل إلى نادي شالكه 04 في موسم 2000–01 واستمر معه طيلة ثلاثة مواسم، مشاركًا في 86 مباراة سجل خلالها 6 أهداف.

## روابط خارجية
- أندرياس مولر على موقع الاتحاد الدولي (مؤرشف)  (الإنجليزية)
- أندرياس مولر على موقع الاتحاد الأوربي (الإنجليزية)
- أندرياس مولر على موقع قاعدة بيانات كرة القدم.إي يو (الإنجليزية)
- أندرياس مولر على موقع بيانات كرة القدم. دي إي (الألمانية)
- أندرياس مولر على موقع ناشيونال فوتبول تيمز (الإنجليزية)
- أندرياس مولر على موقع عالم كرة القدم.نت (الإنجليزية)